# Christel Westphal
Christel Westphal ist eine ehemalige deutsche Fußballspielerin.

## Karriere
Westphal gehörte Tennis Borussia Berlin als Torhüterin an. Für den Verein bestritt sie in der Verbandsliga Berlin Punktspiele. 
Als Meister aus dieser 1976 hervorgegangen, war ihre Mannschaft berechtigt an der Endrunde um die Deutsche Meisterschaft teilzunehmen. Am 20. Juni 1976 gehörte sie der Mannschaft an, die im Siegener Leimbachstadion vor 3700 Zuschauern gegen den FC Bayern München mit 2:4 n. V. unterlegen war.

## Erfolge
- Finalist Deutsche Meisterschaft 1976
- Berliner Meister 1976